# Pierzchały (Płoskinia)
Pierzchały (deutsch Pettelkau) ist ein Ort in der polnischen Woiwodschaft Ermland-Masuren. Er gehört zur Landgemeinde Płoskinia (Plaßwich) im Powiat Braniewski (Kreis Braunsberg).

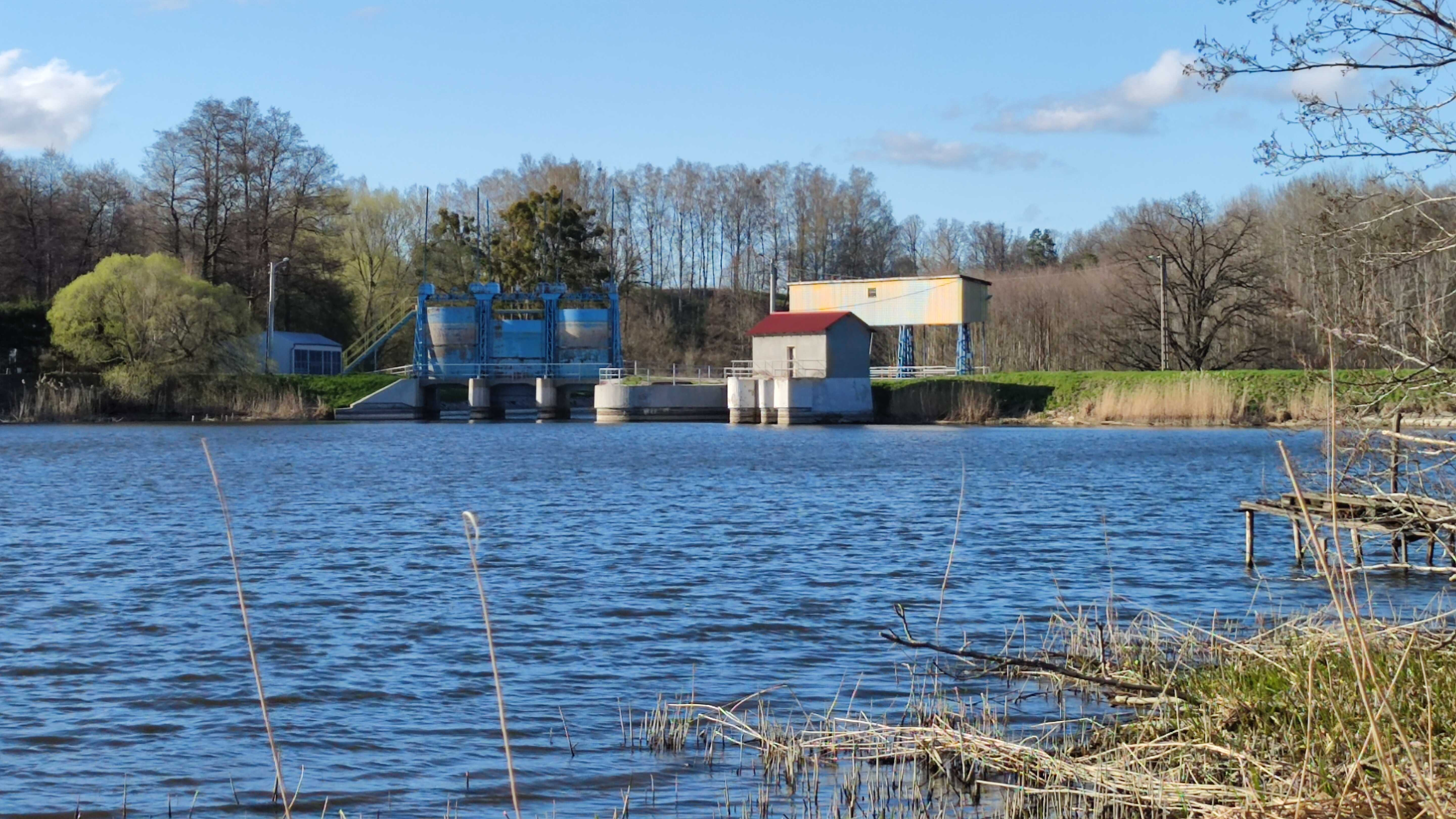
Jezioro Pierzchalskie (Talsperre Pettelkau)

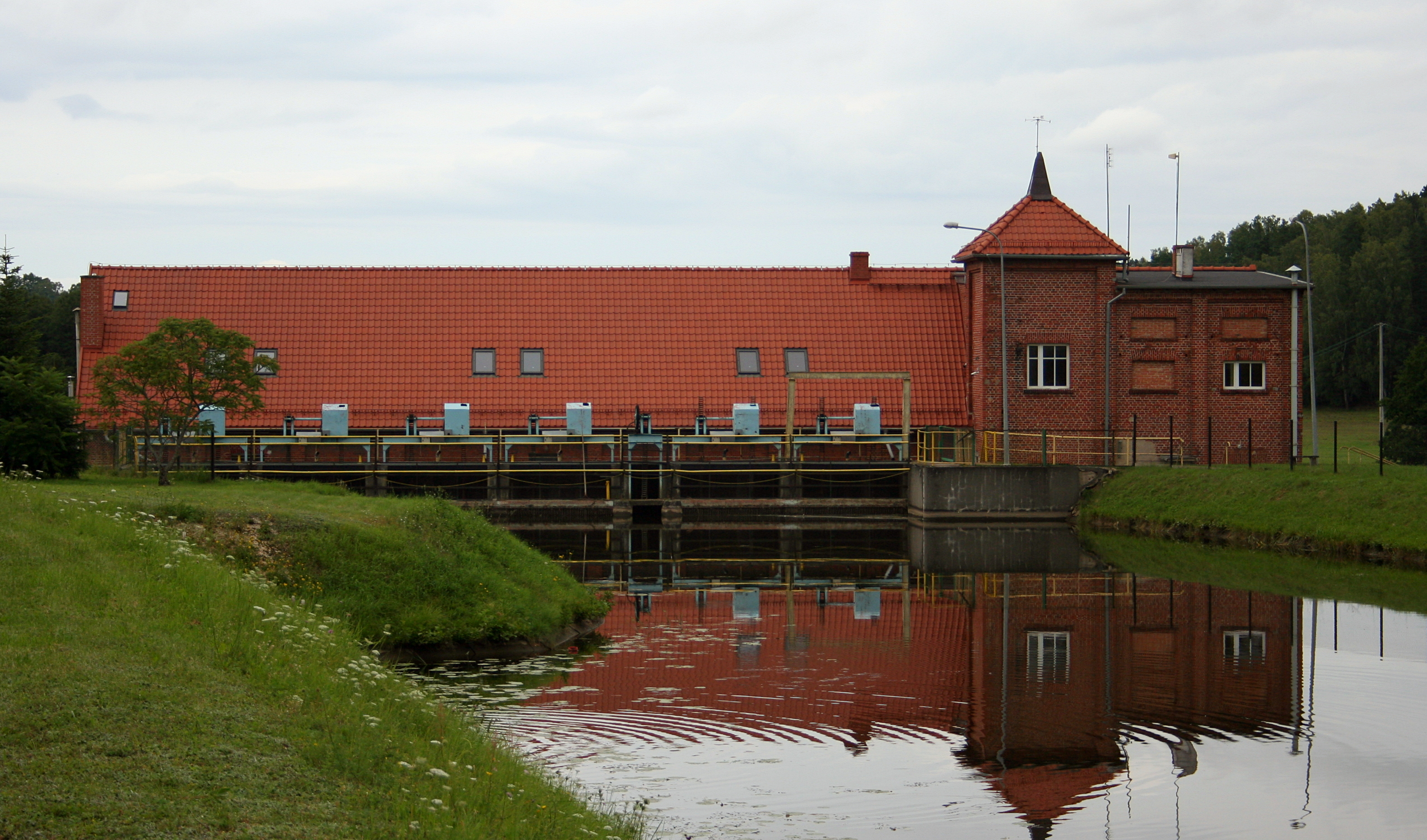
Wasserkraftwerk Pierzchały

## Geographische Lage
Pierzchały liegt im Nordwesten der Woiwodschaft Ermland-Masuren, zehn Kilometer südlich der Kreisstadt Braniewo (Braunsberg). Wenige hundert Meter südwestlich des Ortes befindet sich der Passarge-Stausee (= Talsperre Pettelkau, polnisch Jezioro Pierzchalskie).

## Geschichte
Das Kirchdorf Petelkau (nach 1820: Pettelkau) wurde bereits im 14. Jahrhundert genannt. Hier befand sich an der Passarge (polnisch Pasłęka) einst ein kultisches Zentrum der Preußen, das sog. Feld Poltikow, von dem sich die deutsche Ortsbezeichnung ableitet. 1296 übergab Bischof Hinrich Fleming das Gelände zur Besiedlung an einen gewissen Theoderich, der sich hinfort Theoderich von Poltikow nannte.
Urkundlich belegt ist das Dorf bereits im Jahre 1311. Im 14. Jahrhundert war es ein Wallfahrtsort mit einer Kirche aus eben diesem Jahrhundert.
Als eine Landgemeinde kam Pettelkau im Jahre 1874 zum neu errichteten Amtsbezirk Tromp (polnisch Trąby), der zum ostpreußischen Kreis Braunsberg im Regierungsbezirk Königsberg gehörte. 369 Einwohner zählte Pettelkau im Jahre 1910.
Im Jahre 1928 vergrößerte sich die Landgemeinde Pettelkau, als am 30. September des Gutsbezirk Groß Tromp (Trąby) und am 17. Oktober der Gutsbezirk Klein Tromp (Trąbki) eingegliedert wurden, in deren Folge wurde der Amtsbezirk Tromp aufgelöst bzw. in „Amtsbezirk Tiedmannsdorf“ (Chruściel) umbenannt.
Die Zahl der Einwohner Pettelkaus belief sich im Jahre 1933 auf 535 und im Jahre 1939 auf 488.
Das gesamte südliche Ostpreußen wurde 1945 in Kriegsfolge an Polen abgetreten. In diesem Zusammenhang erhielt Pettelkau die polnische Namensform „Pierzchały“. Das Dorf ist heute eine Osada (= „Siedlung“) im Verbund der Gmina Płoskinia (Landgemeinde Plaßwich) im Powiat Braniewski (Kreis Braunsberg), von 1975 bis 1998 der Woiwodschaft Elbląg, seither der Woiwodschaft Ermland-Masuren zugeordnet. Im Jahre 2021 verzeichnete Pierzchały 191 Einwohner.

## Religion

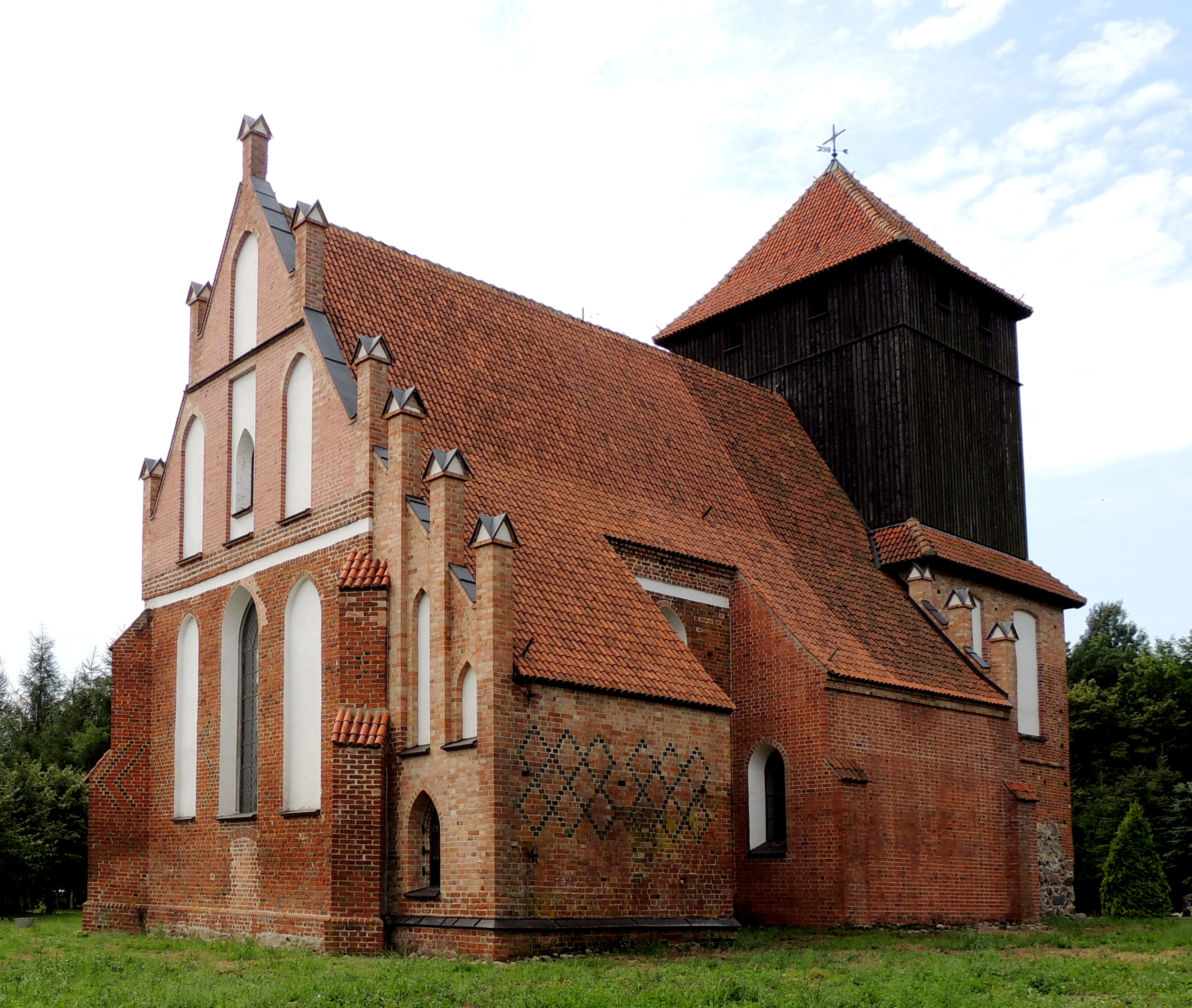
Die Dorfkirche in Pierzchały

### Römisch-katholische Kirche
Nach einer ersten Kirche aus Holz wurde in Pettelkau bald ein Backsteingebäude errichtet, schifflos im gotischen Stil. Um 1400 wurde der Turm gebaut, 1770 der hölzerne Turmaufbau. Die Innenausstattung der Kirche war reich. So entdeckte man 1894 bei einer Renovierung Überreste gotischer Wandmalereien. Aus der Zeit um 1520 stammten mehrere biblische Figuren.
Im Zweiten Weltkrieg wurde die Kirche stark beschädigt. In den Folgejahren verfiel sie. 1960 wurde sie provisorisch als landwirtschaftliche Lagerhalle hergerichtet, wobei zusätzlich Türen für die Traktordurchfahrt aufgebrochen werden mussten. Erst nach 1990 ging man den Wiederaufbau an, 90 % der Kosten wurden von einer deutsch-polnischen Stiftung getragen. Am 17. Oktober 1999 vollzog der Ermländer Erzbischof Edmund Piszcz die Wiederweihe des Gotteshauses.
Seit 1996 besteht in Pierzchały wieder eine römisch-katholische Pfarrei. Sie gehört zum Dekanat Braniewo im Erzbistum Ermland.

### Evangelische Kirche
Pettelkau resp. Pierzchały ist kein evangelisches Kirchdorf. Es gehörte bis 1945 vielmehr zum Kirchspiel der Kirche Braunsberg in der Kirchenprovinz Ostpreußen der Kirche der Altpreußischen Union und ist seit 1945 der Diözese Masuren der Evangelisch-Augsburgischen Kirche in Polen zugeordnet.

## Verkehr
Pierzchały liegt an einer Nebenstraße, die von Braniewo (Braunsberg) über Zawierz (Zagern) nach Chruściel (Tiedmannsdorf) führt.
Das Dorf liegt an der heute nicht mehr regulär befahrenen Breitspurbahn der Bahnstrecke Bogaczewo–Mamonowo, die in den Jahren 1955 bis 1957 parallel zur Bahnstrecke Malbork–Braniewo (einstige „Preußische Ostbahn“) zwischen Polen und Russland angelegt wurde. Pierzchały war Verladestation für Militärverkehr.